# Île Schönau
L'île Schönau (en russe : Остров Шёнау) est un îlot de l'archipel François-Joseph, en Russie.

## Géographie
Situé dans le détroit de Lavrov (пролив Лаврова) dans la partie sud-est de l'archipel, à 90 m au nord de l'île Koldewey, il s'étend sur une centaine de mètres. Composé de rochers, il est libre de glace. 

## Histoire
Julius von Payer lui a donné le nom de sa ville natale, Schönau.